# Aroa clara
Aroa clara är en fjärilsart som beskrevs av Swinhoe 1885. Aroa clara ingår i släktet Aroa och familjen tofsspinnare. Inga underarter finns listade i Catalogue of Life.